# Maldives International 2019
Die Maldives International 2019 fanden vom 24. bis zum 29. September 2019 in Malé statt. Es war die fünfte Austragung dieser internationalen Meisterschaften der Malediven im Badminton.

## Sieger und Platzierte
| Disziplin    | Gold                                        | Silber                                    | Bronze                                         |
| ------------ | ------------------------------------------- | ----------------------------------------- | ---------------------------------------------- |
| Herreneinzel | Kaushal Dharmamer                           | Siril Verma                               | Ajay Jayaram                                   |
| Herreneinzel | Kaushal Dharmamer                           | Siril Verma                               | Vladimir Malkov                                |
| Dameneinzel  | Iris Wang                                   | Vũ Thị Trang                              | Thet Htar Thuzar                               |
| Dameneinzel  | Iris Wang                                   | Vũ Thị Trang                              | Neslihan Yiğit                                 |
| Herrendoppel | Keiichiro Matsui Yoshinori Takeuchi         | Arun George Sanyam Shukla                 | Kazuhiro Ichikawa Daiki Umayahara              |
| Herrendoppel | Keiichiro Matsui Yoshinori Takeuchi         | Arun George Sanyam Shukla                 | Chaloempon Charoenkitamorn Kittisak Namdash    |
| Damendoppel  | Sayaka Hobara Natsuki Sone                  | Ashwini Ponnappa Siki Reddy               | Ashwini Bhat Shikha Gautam                     |
| Damendoppel  | Sayaka Hobara Natsuki Sone                  | Ashwini Ponnappa Siki Reddy               | Chasinee Korepap Kwanchanok Sudjaipraparat     |
| Mixed        | Chaloempon Charoenkitamorn Chasinee Korepap | Saipratheek K. Krishnaprasad Ashwini Bhat | Danny Bawa Chrisnanta Tan Wei Han              |
| Mixed        | Chaloempon Charoenkitamorn Chasinee Korepap | Saipratheek K. Krishnaprasad Ashwini Bhat | Tanupat Viriyangkura Kwanchanok Sudjaipraparat |